# 强脑科技
浙江强脑科技有限公司（英語：BrainCo）成立于2018年12月21日，总部位于中国浙江省杭州市余杭区，是一家研发与应用非侵入式脑机接口技术的科技企业。强脑科技的主要产品包括智能仿生手、智能仿生腿等。业务还包括人工智能硬件销售、医疗器械生产与销售、康复辅具适配服务等。该公司是中华人民共和国首家脑机接口领域的独角兽公司。

## 历史
2014年，出生于1987年的韩璧丞开始在哈佛脑研究中心攻读博士。2015年，韩璧丞带领一些在美国留学的中国学生组成了初创团队：BrainCo，从事非侵入式脑机接口的研发工作，该团队孵化于哈佛大学创新实验室，总部设于美国波士顿。
2016年，BrainCo出席消費電子展（CES），其首款家用可穿戴脑控智能设备Focus1引起了业界的广泛关注，被评为2016 CES八大看点之一。2017年，BrainCo自主研发的新式电极材料：固态凝胶电极解决了信号采集难题。2018年，韩璧丞受杭州未来科技城邀请，带领其团队入驻中国杭州、并于同年注册了浙江强脑科技有限公司。
2020年，强脑科技研制的智能仿生手实现量产，成为全球首款实现直觉神经控制的量产智能义肢。2022年，强脑科技的智能仿生手获得FDA认证，并实现全球首个高精度脑机接口产品单品十万台量产。2023年10月，杭州第四届亚残运会开幕式上，左上臂缺失的中国游泳运动员徐佳玲，使用强脑科技出品的智能仿生手抓握起火炬并点燃圣火主火炬。2024年，强脑科技受邀参加世界人工智能大会，展示其脑机接口产品。

## 慈善
2022年11月，强脑科技表示其发起了：“星星点灯，百千万行动”慈善计划，并承诺捐赠100套开星果脑机接口产品给爱尔公益基金会，在中国范围内资助100名来自困难家庭的小龄孤独症患者进行早期干预，该计划旨于提高社会对孤独症群体的关注、支持和深度接纳。

## 争议
2019年10月，中国浙江金华的一所小学为提高学生对学习的专注力，为学生配备了强脑科技出品的BrainCo赋思头环，该头环通过检测脑电波判断学生对学习的投入程度。社会就该头环的使用是否能提高注意力、学生隐私是否属于“被监控”而引发关注和讨论。受舆论影响，校方暂停使用了该设备。强脑科技表示，该设备提供的注意力指数仅显示群体平均值，而非显示个体数据，教师会依据数值评估其授课内容的吸引力，而不会获得个体数据从而对学生进行针对性批评或谈话。